# Iluminación en los videojuegos

## Introducción
La iluminación en los videojuegos, al igual que la iluminación en el cine, son un conjunto de técnicas y conceptos en experiencias/ambientes reales transmitidas a un juego para dar en cada caso una sensación diferente. A través de la iluminación podemos transmitir emociones, crear ambientes y llamar la atención de los jugadores hacia los lugares u objetos que el creador quiere que prestes más atención. El desarrollo técnico de los últimos años ha dado lugar a un gran realismo gráfico y a mayores oportunidades de interacción a través de la iluminación en los entornos de los videojuegos.
La iluminación aplicada a los videojuegos  se inspira en la tradición  pictórica como referencias y adaptarlas a los diferentes escenarios dependiendo de cada videojuego. Uno de estos aspectos es el “Claroscuro o Tenebrismo” (técnica pictórica desarrollada en el Barroco), en donde, la luz siempre estará dirigida hacia algún objeto o personaje para poder resaltar las sombras y a su vez, la luz. Esto realizará atmósferas y paisajes que llaman aún más la atención del jugador.
Entre los múltiples tipos de iluminación posibles en el desarrollo de videojuegos, hay que tener en cuenta cuál escoger a la hora de desarrollar nuestro juego, teniendo en cuenta el uso que va a hacer dicha iluminación. Una mala gestión de su uso puede conllevar a un mal rendimiento de nuestro juego, pese a que la iluminación hace que nuestro juego cobre vida, también sacrifica una considerable cantidad de rendimiento.
El proceso de iluminación final se puede llevar a cabo con Unity o Unreal Engine (u otro motor de videojuegos), los cuales son unos software de desarrollo de videojuegos potentes y eficientes. La diferencia entre estos dos es que Unity tiene un uso más fácil que Unreal Engine.
Algunos juegos conocidos como Genshin Impact, Rust, Resident Evil, Assassin 's Creed, Hearthstone, Outlast, Life Is Strange 2, Fortnite, Dragon Ball, FighterZ…  Han usado técnicas de iluminación con los software de desarrollo de videojuegos mencionados anteriormente.

## Historia de la iluminación en los videojuegos
La historia de la iluminación en videojuegos apareció en 1958 con el primer videojuego creado, Tennis for Two. El juego consistía en un programa que mostraba por pantalla rayos catódicos, simulando una cancha de tenis vista de lado y una pelota que botaba según el valor que los jugadores introducían mediante un dial. Lo que podríamos considerar como iluminación en este momento es muy subjetivo. Las limitaciones técnicas de las máquinas de la época no permitían iluminación en tiempo real. Indy 800 (1975), el primer juego a color, no tenía iluminación y se imitaba a través del color.
Por ejemplo Pac-Man, de 1980, se formaba de colores muy definidos que simulaban figuras encima de un fondo negro. En algunos casos se consiguió simular algunos elementos como el día y la noche o los reflejos de la luz mediante pixel art. Super Mario Bros (1985) fue uno de los primeros en falsear ciclos de día y de noche cambiando la paleta de colores. Por ejemplo, en el nivel 1-1 es de día y los enemigos están pintados de un color más vivo, en contraste con el nivel 1-2 que nos presenta los mismos enemigos pero de color gris debido a la oscuridad de la fase. Por otra parte, Mega Man (1987) tiene un par de píxeles en el cañón del protagonista de color más claro para dar una sensación de cilindro.
El salto al 3D revolucionó la iluminación tal y como se conocía hasta entonces. Se empezaron a usar programas que buscaban simular la luz natural, como es el caso de Myst (1993), una aventura gráfica que utilizaba renders de alta resolución para mostrar un mundo de estética muy realista para la época. 
Myst usa mapas de normales para simular texturas un poco más realistas y juega con las luces para disimular la carencia de potencia de procesamiento.
Otro juego de 1993, pero esta vez con un mapeado en 3D es Doom. El shooter emplea un filtro transparente cuando el personaje dispara, aparte de simular el brillo en las texturas de las armas y texturas, además de popularizar el sistema de Shadow Volume.
Hasta entonces la iluminación siempre había sido estática, falseada en las texturas. Con la llegada de Quake en 1996  los juegos en 3D empezaron a ser creados con motores gráficos y esto dio la oportunidad de trabajar la iluminación a profundidad mediante el proceso llamado lightmapping.
El motor GLQuake engine permite la integración de personajes tridimensionales en el juego, por ejemplo Doom usaba sprites en 2D para los enemigos y los objetos y en el nuevo juego de ID software se emplearon modelos con volumen. Lo que supuso esa mejora fue la creación de los Mapas de Luz y de los Puntos de Luz, herramientas necesarias para desarrollar una iluminación cambiante dependiendo la posición de los elementos. A partir de la creación de este motor fueron saliendo otros más nuevos y mejores, aumentando tanto la potencia del producto como refinando la manera de usar la luz. No todo se basaba en buscar el realismo mediante la iluminación, sino aprender a utilizar este elemento como parte del videojuego mismo de manera diegética. Half Life (1998) es uno de los muchos siguientes que implementó un método dinámico para guiar al jugador.
Bioshock (2007) es un claro ejemplo de cómo el equipo encargado de la iluminación guía al jugador con elementos de luz que se integran con intención y no desentonan con el conjunto.

## Dramaturgia de la luz en los videojuegos
La dramaturgia (del griego δραματουργία) es la acción y efecto de crear, componer, escenificar y representar una historia, convirtiéndolo en espectáculo teatral. De forma similar, la dramaturgia de la luz es el arte de componer y representar una historia a través de la iluminación de los escenarios del juego y sus personajes, enfatizando determinados aspectos y buscando una estética característica que diferencie el juego. 
La dramaturgia de la Luz en los videojuegos se puede escenificar de diversas maneras, el objetivo es conseguir transmitir una sensación o un sentimiento al jugador para que la experiencia sea lo más inmersiva posible, acompañando las escenas y la historia. Algunos de los recursos más usados son:
- Iluminación con tonos fríos para transmitir tristeza, soledad, etc
- Iluminación con tonos cálidos para transmitir felicidad, calidez, etc
- Luz tenue/intensa con una oscuridad profunda para guiar al jugador.
- Luz natural para estimar la hora o la meteorología en la que transcurre el juego.
- Luz secundaria con una intención concreta (peligro, seguridad, ansiedad, etc…)

Independientemente de cual sea el escenario en el que se encuentre el jugador, la iluminación puede afectar de maneras diversas a los sentimientos que pueden llegar a transmitir esa escena. Dependiendo del tipo de iluminación y del tipo de fuente de luz un mismo escenario puede transmitir diferentes sensaciones siempre acordes a la temática del juego y/o el entorno en el que se encuentra el jugador.

### Pistas de navegación
La iluminación, cuando se utiliza para guiar las acciones del jugador, se clasifica en dos tipos: diegética y extradiegética. La iluminación diegética es aquella que se encuentra en entornos oscuros e interiores y la iluminación extradiegética es aquella que es causada por la luz del día o que se encuentra en exteriores.
La iluminación es útil a la hora de guiar al jugador. Al señalar la ruta que éste debe tomar, se evitan tiempos muertos en los que se busque la salida sin éxito alguno. La clave para guiar al jugador mediante la iluminación es la intensidad, el contraste y el movimiento. Lo que hace el juego más accesible y permite al jugador moverse fluidamente por el entorno.
Un ejemplo sería el nivel de Robo en el Museo de Uncharted 3, en el que Drake debe escapar rápidamente del museo antes de ser alcanzado por los guardaespaldas de Katherine. En este nivel se le presentan al jugador dos posibles salidas: una ventana y una puerta (la cual está bloqueada). La ventana destaca por su intensidad lumínica, lo que le da una pista al jugador para que descarte la puerta y huya directamente por la ventana.
La iluminación no solo sirve para indicar al jugador la vía de escape, sino también para guiarlo hacia objetos necesarios para cumplir la misión. En el nivel de La Escalera Rota de Darksiders, el protagonista debe abrir un portal, pero para ello necesita una llave. En este, el entorno está iluminado, mayoritariamente, por tonos azules, excepto la sala donde se encuentra la llave, que está iluminada por una luz cálida. En este nivel, la intensidad y el contraste de color guían al jugador desde la distancia y lo invita a visitar esa zona.

## Tipos de iluminación y su aplicación en videojuegos
Cómo se diseña la iluminación es algo que no sólo depende del motor gráfico sino de la intencionalidad de lo que se desea transmitir. Lo principal es diseñar las funciones narrativas de la iluminación y luego ver cuáles son las necesidades técnicas y la capacidad de los motores de juego utilizados para trabajar en la iluminación de un videojuego
En la aplicación existen las luces estáticas, las cuales no cambian de posición al salir de luces fijas; es una técnica muy utilizada para ahorrar recursos en los videojuegos y optimizar el rendimiento de estos ya que solo necesitan ser procesadas a la hora de crear el juego. 
Por otro lado están las luces dinámicas, que son luces interactivas con la escena 3D creada y que van variando dependiendo del escenario o lugar de la emisión. Por ejemplo, si en un videojuego amanece y anochece, la posición de las sombras varía de un momento a otro.
Podemos distinguir entre aspectos formales, aspectos compositivos y aspectos técnicos.

### Aspectos formales
Los aspectos formales son aquellos que pueden hacer variar la intensidad, dirección, etc.. de la luz.
- Difusión: Deformación de la luz después de rebotar o reflejarse en una superficie.
- Color: Según la paleta de colores que se use en un videojuego se puede transmitir un sentimiento u otro.
- Direccionalidad: Se refiere a la dirección que tiene la luz, por ejemplo en los videojuegos la direccionalidad de la luz suele ser utilizada para decir al jugador que camino puede o debe tomar.

### Aspectos compositivos
Los aspectos compositivos son aquellos que definen la forma en la que es compuesta una escena, es decir dónde y cómo se sitúan las fuentes de luz.

#### Pueden ser obvios
Es decir aparecen en la pantalla del jugador de forma que puede ver directamente la o las fuentes de luz que iluminan la escena.

#### Pueden ser no tan obvios
Es decir el jugador puede deducir de dónde procede la iluminación pero no lo puede ver con certeza, es decir la fuente de luz no es visible para este.

### Aspectos técnicos
Los aspectos técnicos son aquellos que influyen en la iluminación dependiendo del software que sea utilizado para crear la iluminación.

### Iluminación juegos 2D y 3D
Existen diferentes formas de trabajar la iluminación en los videojuegos. Podemos diferenciar dos grandes ámbitos según sean juegos trabajados en dos o tres dimensiones:
- Juegos diseñados en 2D: Las luces en juegos 2D son, en realidad, sprites con una opacidad y un contraste determinados, de esta manera se mezcla con el entorno y da un efecto de iluminación.[22]
- Juegos diseñados en 3D: Las luces en juegos 3D son fuentes de luz a las cuales se les puede cambiar la intensidad y el contraste, entre otros, y se puede modificar para que, al chocar con un objeto, el rastro de luz se vea interrumpido y de un efecto de sombra.[23]

### Aplicación
Estáticas: Las luces estáticas no cambian de posición al salir de luces fijas, es una técnica que se usa mucho para ahorrar recursos en el juego y optimizar su rendimiento ya que solo hace falta procesarlas al crear el juego.
Por otro lado están las luces dinámicas, que son luces interactivas con la escena 3D creada y que van variando dependiendo del escenario o lugar de la emisión. Por ejemplo, si en un videojuego amanece y anochece, la posición de las sombras varía de un momento a otro.

## Técnicas de iluminación
Los videojuegos son unos de los medios interactivos más complejos que hay en la actualidad, ya que son capaces de aplicar y relacionar elementos de otros medios, como por ejemplo personajes, escenarios complejos, música y entornos. Por ello la iluminación en un videojuego es un elemento crucial e imprescindible a tener en cuenta, ya que sin la iluminación en un videojuego no podríamos ver, sentir emociones, etc. 
Hay varias  maneras de aplicar esta iluminación en los videojuegos y se dividen en dos tipos de procesamiento de iluminación:           
- Estáticas: Las luces estáticas tal como dice su nombre, son las luces que no cambian de posición, además es una técnica que se suele usar para el ahorro de recursos en un juego y optimizar el rendimiento de este.[1]
- Dinámicas: Las luces dinámicas reaccionan de forma interactiva a la escena 3D. Por ejemplo, en un videojuego en el que se hace de día y de noche, la posición de las sombras cambian cada cierto tiempo.[1]

Para darle expresividad y vida a nuestros personajes y escenas serían necesarias diversas técnicas.

#### Iluminación en tiempo real
Cuando hablamos de iluminación en tiempo real estamos hablando del diseño de iluminación por defecto que podemos encontrar como las luces direccionales, de foco o puntuales. Al tratarse de un tipo de iluminación que se calcula en tiempo real, las luces que se producen se proyectan frame a frame, actualizando cualquier movimiento de luz en los objetos. Este tipo de iluminación es el más adecuado para iluminar personajes u objetos en movimiento. 

#### Iluminación global: baking
Es una técnica de iluminación habitual en la iluminación global de escenas, consiste en el cálculo de la luz directa e indirecta sobre un objeto estático, la directa es la iluminación que se produce sobre un objeto y la indirecta es la iluminación que se genera con el rebote de luz de la directa.

#### Iluminación global en tiempo real precalculada
La iluminación global en tiempo real precalculada sigue trabajando solo con objetos estáticos pero también calcula cómo afectan los distintos cambios de iluminación (rebotes de luz indirecta) a estos objetos en tiempo real mediante los cálculos previos. 

## Render
El renderizado es el proceso de generar una imagen (realista o no) a partir de una referencia 2D o un modelo 3D a través de un programa especializado. Para poder hacer un renderizado, se requiere de varias cosas: texturas, geometría, luces, sombras y una cámara. Al resultado de este proceso se le llama render. 
Cada render tiene un tipo de iluminación específica, hay estos tipos:

### Realtime
La iluminación “Realtime” consta de ir generando, en tiempo real, todas las luces y sombras de la escena, cada vez que cambies una luz en tu escena, esta se actualizará en tiempo real dándote un feedback “instantáneo”.  

### Baked
La iluminación “Baked” consiste en hacer un cálculo de las luces que se encuentran en la escena, renderizarlos y plasmarlos en un mapa de luces, el cual se sobrepondra sobre las texturas para generar una falsa ilusión de sombras, es decir si se calcula la luz y después se mueve un objeto, la sombra que arrojaba ese objeto se mantiene y el objeto actual no arrojará sombra hasta que se recalcule la luz nuevamente.

### Ray Tracing
El trazado de rayos o “Ray Tracing” es un algoritmo que se utiliza para el renderizado de imágenes que consiste en el cálculo del camino de la luz como píxeles en el plano de una imagen y simula el efecto de la luz sobre las superficies con las que interactúa. Las imágenes que son producidas gracias a esta técnica tienen un grado muy alto de realismo, aunque necesitas una mayor capacidad en tu ordenador. Por ejemplo, un videojuego con el ray tracing activado tendrá un rendimiento menor que un videojuego sin el ray tracing activado.
Hay otras tecnologías a tener en cuenta en el aspecto del color dentro del renderizado en los videojuegos.

### HDR
El HDR (High Dynamic Range) es una tecnología que está implantada en las pantallas y en las cámaras fotográficas. Aunque se puede configurar y desactivar si se desea, lo que hace es conseguir información de captura y reproducir una escala de grises más amplia. Por lo tanto hay una gran diferencia entre luces y sombras que hace que se vea más natural y se acerque más a lo que ven los humanos. El HDR en los videojuegos mejora la experiancia ya que aplica un mejor rendimiento de color múltiple, una saturación más profunda, un contraste más diverso, reflejos más brillantes y sombras más oscuras. También hay diferentes tipos de HDR: HDR10, Dolby Vision, HDR10+, y HLG. El HDR10 es el más usado ya que no hay que pagar ningún tipo de licencia. El HDR10 asigna unos valores predeterminados durante todo el tiempo, a diferencia de HDR10+ y Dolby Vision que cambian los valores dependiendo del momento.

### Espacio de color
Un Espacio de Color es una organización concreta de los colores. En la actualidad dependiendo del dispositivo que los esté reproduciendo, los colores pueden verse de manera distinta. La forma en la que los dispositivos organizan los colores antes de mostrarlos se llama Espacio de Color. Hay muchos tipos, entre los más comunes se encuentran el RGB y el CMYK.